# Baza Sportivă Paleu
Baza Sportivă Paleu este un stadion polivalent din Paleu, județul Bihor, România. În prezent este folosit mai ales pentru meciurile de fotbal, este terenul gazdei al CA Oradea și are o capacitate de 1.500 de persoane (300 pe locuri). În trecut, stadionul a fost gazda lui FC Paleu și Dinamo Oradea.
Baza Sportivă Paleu este compusă din două terenuri de fotbal pe iarbă, un teren de fotbal cu gazon artificial și o arenă interioară.